# Guarea cinnamomea
Guarea cinnamomea är en tvåhjärtbladig växtart som beskrevs av Hermann August Theodor Harms. Guarea cinnamomea ingår i släktet Guarea och familjen Meliaceae. Inga underarter finns listade i Catalogue of Life.